# Mytishchi
Pronunciação
Mytishchi (russo:  Мытищи) é uma cidade da Rússia situada no Oblast de Moscou. Localiza-se à beira da rodovia e ferrovia Moscovo-Iaroslavl, e tem uma população de cerca de 179 mil habitantes (2010).